# Assumpta Ingabire
Assumpta Ingabire est une femme politique rwandaise, occupant le poste de ministre d'État, chargée des affaires sociales au ministère des collectivités locales du Rwanda,. Avant sa nomination, elle a occupé successivement les postes de secrétaire permanente au ministère du Genre et de la Planification familiale et de secrétaire permanente au ministère des Collectivités locales du Rwanda.